# (6985) 1994 UF2
(6985) 1994 UF2 là một tiểu hành tinh vành đai chính. Nó được phát hiện bởi Seiji Ueda và Hiroshi Kaneda ở Kushiro, Hokkaidō, Nhật Bản, ngày 31 tháng 10 năm 1994.